# Герхард Волф
Герхард Волф (роден 1896, Дрезден, починал 1971, Мюнхен) е консул на Третия райх във Флоренция в годините на германската окупация на града.
Благодарение на заемания от него пост успява да спаси редица културни паметници от разграбване и унищожаване.

## Живот
Роден е като 7-о, най-малкото дете в семейство на адвокат в Дрезден на 12 август 1896 г. След отбиване на военната си повинност следва философия, история на изкуството и литература. По време на следването си завързва приятелство с швейцарския философ Паул Липс и с Рудолф Раан - бъдещия германски посланик в т.нар. Република Сало.
Дипломатическата си кариера започва през 1927 г. През 1933 г., когато Хитлер идва на власт, Волф е на дипломатически пост в Рим. Същата година за първи път е поканен да стане член на хитлеристката партия. До началото на март 1939 г. Волф отказва да стане партиен член, но на 1 март 1939 г. става член на нацистката партия по-скоро по кариеристични, а не по идейни причини.
В периода 1940-1944 г. е германски консул във Флоренция. В годините на нацистката окупация (1943-1944 г.) спасява от смърт много хора. Измежду спасените е и американският изкуствовед от еврейски произход Бернард Беренсън. През 1944 г. Волф заедно с Лудвиг Хайнрих Хейденрайх осуетява изнасянето на множество местни произведения на изкуството в Германия.
Съвременици на Герхард Волф го описват като „умерен човек, противник на нацистките безичинства“.
Умира на 23 март 1971 г. в Мюнхен, 10 години след своето излизане в пенсия. В знак на признателност Волф е обявен за почетен гражданин на Флоренция през 1955 г., а през 2006 г. е поставена почетна плоча в негова чест на Понте Векио.